# Копыльское гетто
Ко́пыльское гетто — (конец июня 1941 — 22 июля 1942) — еврейское гетто, место принудительного переселения евреев посёлка Копыль и близлежащих населённых пунктов в процессе преследования и уничтожения евреев во время оккупации территории Белоруссии войсками нацистской Германии в период Второй мировой войны.

## Оккупация Копыля
По переписи населения 1939 года в Копыле проживало 1435 евреев — 27,8 % жителей.
Копыль был оккупирован нацистами на протяжении трёх лет — с 29 (27) июня 1941 года по 1 июля 1944 года.

## Создание гетто
Сразу после оккупации, уже в конце июня 1941 года, евреи Копыля были согнаны оккупантами в гетто, организованное в центре города, в районе площади Ленина и современных улиц Горького, Пролетарской, Тракторной, Партизанской — так немцы начали осуществлять первый этап нацистской программы уничтожения евреев, заключающийся в отделении евреев от остального населения. В Копыльское гетто были также согнаны евреи из других населённых пунктов. Первоначально в гетто находилось около 2000 евреев, и уже только во время создания гетто были убиты 26 человек. Всего через гетто прошло 3500 евреев.
Гетто было огорожено деревянным забором с колючей проволокой высотой 3 метра, и охранялась немецкими солдатами, белорусскими, литовскими и латышскими полицейскими. Обязанности старосты гетто (председателя юденрата) под принуждением нацистов исполняли Коган и Элькин.

## Условия в гетто
Дискриминация евреев Копыля проявлялась во всём — их обязали носить на одежде слева шестиконечные звезды и нарукавные повязки с шестиугольной звездой, им запрещалось покидать гетто без разрешения.
Под угрозой расстрела заложников узников гетто вынуждали выплачивать «контрибуцию».
Евреи использовались на тяжелых физических работах — под охраной коллаборационистов их выводили на распиловку леса, выкапывание окопов, уборку отхожих мест. Ежедневно люди умирали от голода и отсутствия медицинской помощи.
Все еврейские девушки были изнасилованы, многие малолетние дети были садистским образом разорваны оккупантами и полицаями за ноги.

## Уничтожение гетто

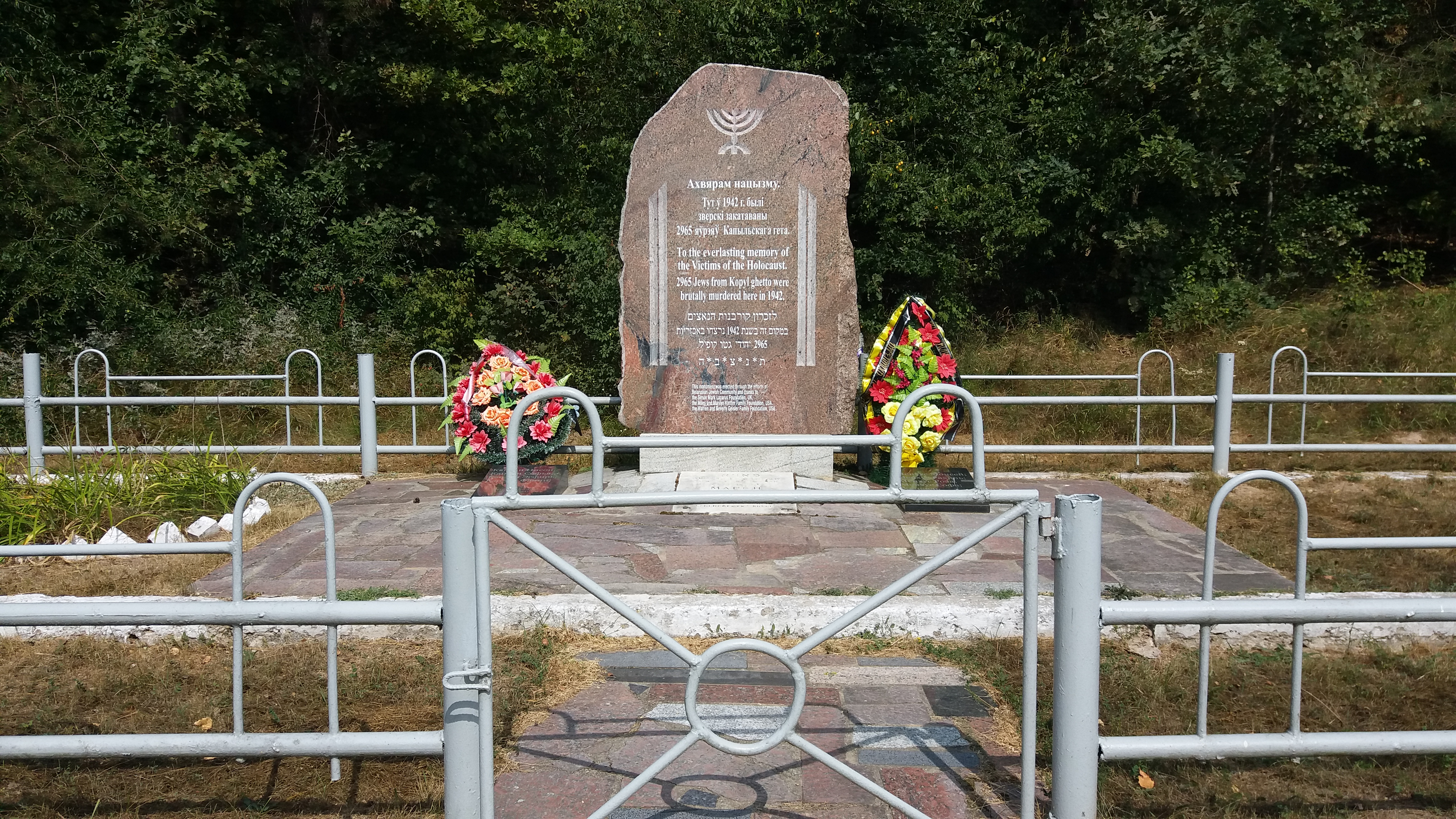
Памятник на месте перезахоронения
2965 узников Копыльского гетто

Первое массовое убийство евреев произошло в районе нынешней СШ № 2, когда были убиты 16 человек. Впоследствии, несмотря на предупреждения о готовящемся уничтожении, только часть узников покинула гетто.
25 марта 1942 года гетто было оцеплено. Тех, кого немцы причислили к категории нетрудоспособных (женщины, старики, больные мужчины и дети), загнали в синагогу, позволили раввину прочитать молитву, а затем частями выводили на площадь и расстреливали из пулеметов. Место расстрела сейчас занимает территория городского рынка. Затем оккупанты прочесали гетто, выискивая спрятавшихся. Тела убитых на санях свозили в яму, вырытую на краю леса у деревни Каменщина. В этот день были убиты 2500 (по другим данным — 1300) копыльских евреев.
Окончательно гетто было уничтожено 22 июля 1942 года (по другим данным — 23 июля). Тела убитых свезли и закопали в яме у деревни Каменщина. В этот день было убито около 1000 евреев. Всего в Копыле погибло 3500 евреев (2915 по другим данным).

## Сопротивление в гетто
22 июля 1942 при ликвидации гетто часть узников оказали вооружённое сопротивление карателям, сумев поднять восстание и убить 3 полицейских, а 200 евреев, воспользовавшись ситуацией, сумели бежать.
Достоверно известно, что побег удался Мышковскому Янкелю, его жене Дворке, сыну Борису; Намерку Мейше и сестре Хиле, Лотвину с женой; Фридману с женой и сыном Мишей. Среди спасшихся также была Ядя Борух, которая, как и многие из выживших узников Копыльского гетто, сумела добраться до партизан. Например, Лев Гильчик создал из бывших узников Несвижского гетто и гетто в деревне Новый Свержень партизанский отряд. Также спаслись Абрам Данилович Жмудяк, Ядвига Григорьевна Лоцвина, Ханан Харитонович Коваленчик.

## Организаторы и исполнители убийств
По воспоминаниям очевидца — Леокадии Семёновны Петрович — полицию в Копыле возглавляли Богданович — отец бывшего директора средней школы № 2 города Копыля, Сосновский — отец бывшего заместителя председателя Копыльского райисполкома, и Дубовик, который в конце войны сумел уйти вместе с немцами в Западную Германию.
По данным энциклопедии «Холокост на территории СССР», погромами руководил начальник копыльской полиции Ю. Гурло.

## Память
Обелиск в память погибшим евреям был установлен в 1965 году на восточной окраине Копыля у деревни Каменщина возле искусственного озера с указанием числа убитых — 2965 человек (в 2009 году заменён на новый памятник), и памятный знак — на территории бывшего гетто.
Опубликованы неполные списки жертв геноцида евреев в Копыле.